# Lillsjön (Kvillinge socken, Östergötland, 650401-151983)
Lillsjön är en sjö i Norrköpings kommun i Östergötland och ingår i Kilaån-Motala ströms kustområde. Sjön är 7,7 meter djup, har en yta på 0,03 kvadratkilometer och befinner sig 84 meter över havet.